# CSR (grupo musical)
CSR (en hangul, 첫사랑) es un grupo femenino surcoreano formado y administrado por A2Z Entertainment. El septeto, compuesto por los miembros Sua, Geumhee, Sihyeon, Seoyeon, Yuna, Duna y Yeham, en el momento del debut estaba compuesto en su totalidad por jóvenes de 17 años, una primera vez en la industria.

## Nombre
CSR es una abreviatura de Cheotsarang (lit. Primer amor). La compañía declaró sobre el nombre que, "aprovechando que todos los miembros tienen diecisiete años, el grupo planea mostrar varias interpretaciones del primer amor y contar la historia de los miembros creciendo año tras año".

## Historia

### 2022: Debut conSequence: 7272y primera victoria conSequence: 17&
El 11 de julio de 2022, A2Z Entertainment anunció que debutarían con su primer grupo de chicas. Los miembros fueron revelados a través de avances el 11 y 12 de julio. El 12 de julio de 2022, la compañía de gestión del grupo anunció que el septeto lanzaría su debut extendido Sequence: 7272 el 28 de julio. El video musical de su sencillo principal debut "Pop? Pop!" fue lanzado un día antes del lanzamiento, y la exhibición de prensa también se llevó a cabo en Mastercard Hall en Yongsan-gu, Seúl, en la tarde del 27 y el álbum fue lanzado oficialmente el 28 de julio. El grupo hizo su debut televisivo en Mnet's M Countdown regresiva el 28 de julio para realizar "Pop? Pop!". Los números 7272 que conforman el título del EP hacen referencia a la forma de pronunciarlos en coreano (Jjirit-jjirit; 찌릿찌릿), lo cual hace referencia a la sensación de estar enamorado.  
El 17 de noviembre, el grupo lanzó su primer álbum sencillo titulado Sequence: 17& y su sencillo principal "♡TiCON" (pronunciado "love-ticon"). Ese día también anunciaron el nombre del fandom como "Maeum" (마음), que en coreano significa "Mi corazón". Con este lanzamiento, CSR obtuvo su primera victoria en un programa musical en Music Bank de KBS el 2 de diciembre de 2022.

### 2023:DELIGHT, cambio de líder yHBD To You
El 29 de Marzo CSR hizo un regreso con su segundo EP titulado DELIGHT y su sencillo principal "Shining Bright". El 27 de julio, se realizó un cambio de liderazgo que pasó de Sua a Duna. CSR utiliza una dinámica en la que un miembro diferente del grupo es elegida como líder cada aniversario, dando así la posibilidad al grupo la oportunidad de crecer en una nueva dirección.
El grupo lanzó un sencillo digital especial titulado "HBD To You", con versiones en coreano e inglés, el 26 de noviembre, en conmemoración al primer aniversario del fandom, Maeum. El 22 de diciembre, se anunció que el grupo continuará realizando actividades como trio (Sihyeon, Yuna, Sua) ya que las miembros restantes estaban teniendo problemas con sus horarios en el extranjero.

### 2024: Chuang Asia: Thailand,L'heure Bleue: Prologuey debut en Japón
El 15 de enero se anunció que las miembros Geumhee, Seoyeon, Duna y Yeham participarían de un show de supervivencia Produce Camp Asia: Thailand (o Chuang Asia). El 2 de marzo, Seoyeon, Yeham y Geumhee fueron eliminadas en la primera ronda de eliminación en el episodio 5, acabando en las posiciones número 53, 57 y 59 respectivamente. El 6 de abril, Duna fue eliminada en el episodio final, terminando en la posición número 14 con un total de 25,093,428 puntos, no pudiendo así debutar en el grupo Gen1es. El 16 de abril, CSR lanzó un remix de Jersey Club de su canción "HBD To You".
El 10 de junio, el grupo lanzó su segundo álbum sencillo titulado L'heure Bleue : Prologue y el sencillo principal "Pretty Mob". Este fue el primer lanzamiento del grupo después de un año y tres meses de inactividad desde su último lanzamiento. Además, el grupo anunció que lanzarían su primer EP en japonés titulado L'heure Bleue, el 3 de julio. Al mismo tiempo llevaron a cabo su primer tour en Japón con cinco conciertos desde el 29 de junio al 19 de junio.
El 29 de junio, se anunció que el EP del debut japonés del grupo contendrá un total de 4 canciones, incluyendo versiones en japonés de su último lanzamiento, "Pretty Mob" y "HELLO", y dos nuevas canciones.

## Miembros
- Geumhee (en hangul, 금희)
- Sihyeon (en hangul, 시현)
- Seoyeon (en hangul, 서연)
- Yuna (en hangul, 유나)
- Duna (en hangul, 두나) – Líder
- Sua (en hangul, 수아)
- Yeham (en hangul, 예함)

## Discografía

### EPs
| Título                                                                                 | Detalles del álbum                                                                                    | Posicionamiento en listas | Posicionamiento en listas | Posicionamiento en listas | Ventas        |         |
| Título                                                                                 | Detalles del álbum                                                                                    | COR                       | JPN                       | JPN Hot                   | Ventas        |         |
| Coreano                                                                                | Coreano                                                                                               | Coreano                   | Coreano                   | Coreano                   | Coreano       | Coreano |
| -------------------------------------------------------------------------------------- | --- | ------------------------- | ------------------------- | ------------------------- | ------------- | ------- |
| Sequence : 7272                                                                        | - Lanzamiento: 28 de julio de 2022 - Discográfica: CSR E&M - Formato: CD, descarga digital, streaming | 16                        | —                         | —                         | - COR: 17,414 |         |
| DELIGHT                                                                                | - Lanzamiento: 29 de marzo de 2023 - Discografía: CSR E&M - Formato: CD, descarga digital, streaming  | 15                        | —                         | —                         | - COR: 26,034 |         |
| Japonés                                                                                | |                           |                           |                           |               |         |
| L'heure Bleue                                                                          | - Lanzamiento: 3 de julio de 2024 - Discografía: RBW Music - Formato: CD, descarga digital, streaming | —                         | —                         | 37                        | - JPN: —      |         |
| «—» indica que el álbum no alcanzó posición alguna o no fue lanzado en ese territorio. | |                           |                           |                           |               |         |

### Álbumes sencillos
| Título                                                                                 | Detalles del álbum                                                                                                  | Posicionamiento en listas | Ventas        |         |         |         |
| Título                                                                                 | Detalles del álbum                                                                                                  | COR                       | Ventas        |         |         |         |
| Coreano                                                                                | Coreano | Coreano                   | Coreano       | Coreano | Coreano | Coreano |
| -------------------------------------------------------------------------------------- | --- | ------------------------- | ------------- | ------- | ------- | ------- |
| Sequence: 17&                                                                          | - Lanzamiento: 17 de noviembre de 2022 - Discográfica: A2Z Entertainment - Formato: CD, descarga digital, streaming | 31                        | - COR: 13,985 |         |         |         |
| L'heure Bleue : Prologue                                                               | - Lanzamiento: 11 de junio de 2024 - Discografía: CSR E&M - Formato: CD, descarga digital, streaming                | 42                        | - COR: 6,870  |         |         |         |
| «—» indica que el álbum no alcanzó posición alguna o no fue lanzado en ese territorio. | |                           |               |         |         |         |

### Sencillos
| Título                                                                                   | Año     | Posición en listas | Posición en listas | Álbum                      |         |         |
| Título                                                                                   | Año     | COR                | JPN                | Álbum                      |         |         |
| Coreano                                                                                  | Coreano | Coreano            | Coreano            | Coreano                    | Coreano | Coreano |
| ---------------------------------------------------------------------------------------- | ------- | ------------------ | ------------------ | -------------------------- | ------- | ------- |
| «Pop? Pop!»                                                                              | 2022    | 87                 | —                  | "Sequence : 7272"          |         |         |
| «LOVETICON (러브티콘)»                                                                   | 2022    | 63                 | —                  | "Sequence : 17&"           |         |         |
| «Shining Bright»                                                                         | 2023    | 56                 | —                  | "Delight"                  |         |         |
| «Pretty Mob»                                                                             | 2024    | 77                 | —                  | "L'heure Bleue : Prologue" |         |         |
| Japonés                                                                                  |         |                    |                    |                            |         |         |
| «Higher»                                                                                 | 2024    | —                  | —                  | "L'heure Bleue"            |         |         |
| «—» indica que el lanzamiento no fue posicionado en la lista o no se lanzó en esa región |         |                    |                    |                            |         |         |